# Inday Ba
Inday Ba (Gotemburgo, 10 de agosto de 1972 – Londres, 20 de abril de 2005), também conhecida como N'Deaye Ba, foi uma atriz sueco-britânica. Um de seus mais notáveis trabalhos em filmes foi como "Hillevi" na comédia romântica Klassfesten (2002), em que contracenou com Björn Kjellman. Também apareceu em Trial & Retribution como "DC Lisa West", de 2002 a 2003.
A atriz faleceu em virtude de complicações decorrentes de lúpus, aos 32 anos, logo após ter filmado seu último papel na séria dramática da ITV Jericó. Ba, junto com sua mãe, filmou a progressão de sua doença no documentário intitulado "The Wolf Inside".